# محمد عمراني حنشي
محمد عمراني حنشي (11 ديسمبر 1943 - 1 أغسطس 2022)، هو عالم مغربي جمع بين مجالين مختلفين - علم الأرصاد الجوية وعلم الحديث. أشرف على مشاريع مرتبطة بالمناخ والماء داخل المغرب وخارجه، وبحث وكتب في مفهوم العلم عبر التاريخ، والهندسة الحديثية، والفكر المعاصر بالمنطقة المغاربية والعربية، والتأويل وقضايا إسلامية. ما ميز محمد عمراني حنشي كان موسوعيته؛ فقد جمع بين التكوين في العلوم التقنية الدقيقة، وما بين العلوم الشرعية والفقهية، وما بين العلوم الإنسانية، وله كتب في التاريخ وتاريخ الأديان ومقارنتها، وفي الاستشراق والفكر الإسلامي.

## حياته
ولد في 11 ديسمبر 1943م بقرية تاغزوت التابعة لإقليم الحسيمة شمال المغرب. درس الابتدائية في المدرسة المحمدية والإعدادية في المعهد المصري بالرباط ونال شهادة الثانوية عام 1964م. حصل على إجازة الفيزياء من جامعة محمد الخامس (1965 – 1970م). ثم نال إجازة ثانية في الأرصاد سنة 1975م، والماجستير في الأرصاد سنة 1977، والدكتوراة في الأرصاد سنة 1984.
عمل في الأرصاد في الرباط، وفي مشروع الغيث الاصطناعي فوق جبال الأطلس، بعد ذلك انتقل إلى المملكة العربية السعودية حيث دَرًّس هناك بجامعة الملك عبد العزيز من سنة 1986م إلى غاية 1988م. ثم عاد إلى المغرب وتفرغ للتأليف. عاصر والتقى بالعديد من المفكرين ورموز العصر من أمثال: تقي الدين الهلالي المغربي، والشيخ ابن باز، والإمام الألباني، والشيخ الزنداني، وغيرهم.

## من مؤلفاته
- كتاب: «الهندسة الحديثية» 2011م.[3]
- كتاب: «إشكاليات المصطلح في علوم الحديث» 2005م.
- كتاب: «التأويل و السؤال الأزلي المنسي» 2017م.
- كتاب: «الأصولية الجعفرية الشيعية والاجتهاد المؤطر بالأسطورة».
- كتاب: «كيف يرد الخطأ على المفتين الكبار رواية ودراية لعدم إلمامهم بالعلم : الشيخ ابن باز والشيخ العثيمين نموذجا».
- كتاب: «الانقلابات البولصية في الإسلام : المعهد العالمي للفكر الإسلامي نموذجا».
- كتاب: «كيف تمت هندسة فيروس إسمه أدونيس».
- كتاب: «المهدي اللامنتظر لا عند اليهود ولا عند الشيعة ولا عند البرتغال».[4]
- كتاب: «Le Judaïsme Dans Tous Ses États».
- كتاب: «الانقلابات البولسية في الإسلام».
- كتاب: «الأجوبة المونتريالية».
- كتاب: «المقاصد السياسية والشرعية عند علال الفاسي».